# Maximilien Brébion
Maximilien Brébion (* 1716; † 1792), genannt Brébion der Ältere war ein französischer Architekt und Bruder von Anne-François Brébion (genannt Brébion der Jüngere).
Er erhielt 1740 den großen Architekturpreis von Rom. 1756 wurde er zuständig für die Tuilerien, den Louvre und andere Gebäude in Paris.
Wichtigster Mitarbeiter von Jacques-Germain Soufflot beim Bau des Panthéon in Paris. Er übernahm mit dem Tod von Soufflot die Arbeiten zusammen mit Jean-Baptiste Rondelet und stellte das Bauwerk 1790 fertig.
| Personendaten    | Personendaten           |
| ---------------- | ----------------------- |
| NAME             | Brébion, Maximilien     |
| KURZBESCHREIBUNG | französischer Architekt |
| GEBURTSDATUM     | 1716                    |
| STERBEDATUM      | 1792                    |